# Friedrich-Wilhelm Ulrich

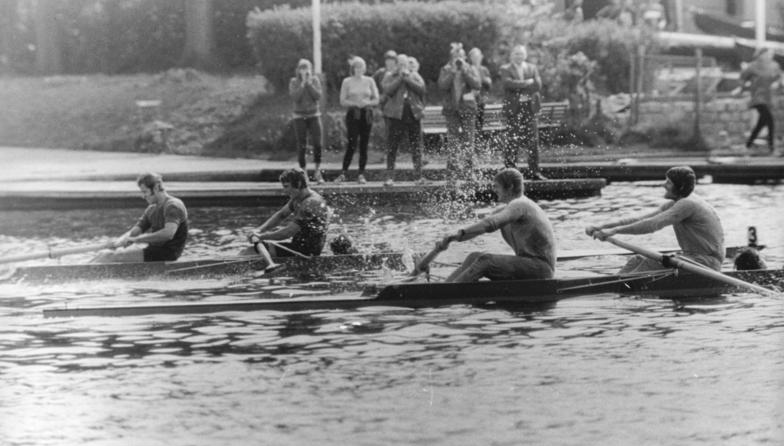
Im hinteren Boot von links nach rechts: Jährling, Ulrich und Spohr 1976

Friedrich-Wilhelm Ulrich (* 20. Oktober 1953 in Packebusch) ist ein ehemaliger Ruderer aus der DDR. 1976 und 1980 wurde Ulrich Olympiasieger im Zweier mit Steuermann.
Der Ruderer vom SC Magdeburg wurde 1971 Juniorenweltmeister im Zweier mit Steuermann. Von 1973 bis 1975 wurde Ulrich DDR-Meister im Achter. Mit dem Achter wurde er 1973 Europameister, 1974 Weltmeisterschaftsvierter und 1975 Weltmeister. Im Herbst 1975 bildete er zusammen mit Harald Jährling und Steuermann Georg Spohr einen Zweier mit Steuermann. Dieses Boot konnte sich bei der Olympiaqualifikation 1976 gegen die amtierenden Olympiasieger und Weltmeister Wolfgang Gunkel und Jörg Lucke durchsetzen. Bei den Olympischen Spielen 1976 waren Jährling, Ulrich und Spohr deutlich überlegen und siegten mit fast drei Sekunden Vorsprung vor dem sowjetischen Boot.
Bei der Weltmeisterschaft 1977 wurde das Boot Zweiter hinter dem bulgarischen Boot. 1978 saßen Jährling und Ulrich im DDR-Achter und wurden in diesem Boot Weltmeister. Der Achter von 1978 wurde in der DDR zur Mannschaft des Jahres gewählt. 1979 wurde Ulrich erneut Weltmeister im Achter. Bei den Olympischen Spielen 1980 traten Jährling, Ulrich und Spohr wieder zusammen im Zweier mit Steuermann an. Sie siegten knapp vor dem sowjetischen Boot. 
1976 und 1980 wurde er für seine Olympiasiege mit dem Vaterländischen Verdienstorden in Silber ausgezeichnet.
Nach seinem Sportstudium wurde Ulrich Trainer beim SC Magdeburg. 1989 floh er in den Westen und wurde Landestrainer beim Saarländischen Ruderverband.
Im März 2024 wurde Ulrich zusammen mit Harald Jährling und Georg Spohr für Olympia-Gold als Sportler des SC Magdeburg mit einer Granit-Bronze-Platte auf dem Magdeburger Sports Walk of Fame auf dem Breiten Weg geehrt.